# Свиток водной магии
«Свиток водной магии» (англ. The Waterbending Scroll) — девятый эпизод первого сезона американского мультсериала «Аватар: Легенда об Аанге».

## Сюжет
Аанг переживает, что ему нужно овладеть всеми 4 стихиями до возвращения кометы, а он даже не знает ни одного приёма магии Воды при том, что Северного полюса лететь ещё недели. Катара решает начать учить его всему тому, что она знала о водной магии по пути на Северный полюс. Они приземляются у водопада и начинают практиковаться. Дядя Айро меняет курс корабля, чтобы остановиться у причала в поисках кости лотоса для игры в Пай-шо, чем вызывает гнев у Зуко. Аангу учение даётся легко. Когда Катара показывает более сложные приёмы, Аанг исполняет их лучше, и она начинает завидовать. Аанг случайно смывает их провизию, и они также идут на рынок причала. У ребят почти не осталось денег, однако Аанг усугубляет положение, потратив деньги на свисток в форме бизона, который к тому же не свистит, и Катара взяла на себя ответственность за бюджет. Внимание Аватара привлекает один торгаш, и команда идёт к нему на корабль. Там Катара обнаруживает свиток водной магии, и они узнают, что продавец и его друзья — пираты. Аанг пытается нелепо торговаться, но у него не выходит, и команда покидает судно. Однако пираты почему-то преследуют их. Им удаётся оторваться от них и вернуться к водопаду.
Катара показывает, что украла у них свиток водной магии, именно по этой причине они гнались за ними. Сокка недоволен тем, что ради изучения "чудо-всплесков" она подвергла их опасности, однако Катара заявляет, что пираты сами украли свиток у мага Воды, и к тому же свиток необходим Аангу для изучения водной магии. Дядя Айро сообщает принцу, что не нашёл кость лотоса, но купил другие вещи. Они заходят на корабль пиратов за безделушками и слышат, как те обсуждают свой провал в поимке детей. Зуко догадывается, о ком речь. Катара пытается учиться по свитку, но у неё не получается, и Аанг даёт ей советы, но она срывается на него. Осознав, что погорячилась, она извиняется и отдаёт ему свиток. Зуко ищет Аанга вместе с пиратами. Ночью Катара всё же снова берёт свиток и идёт тренироваться, и её замечают Зуко и пираты. Он пытается уговорить её сдать ему Аватара, чтобы принц мог восстановить свою честь, и показывает найденное ожерелье матери Катары. Однако она не предаёт Аанга. Пираты требуют отдать свиток, однако Зуко угрожая его сжечь, требует, чтобы они прочесали лес и нашли Аанга. Утром Сокка и Аанг обнаруживают пропажу свитка и Катары, и на них нападают пираты. Им удаётся схватить их.
Пираты приводят Аанга и Сокку на обмен с Зуко, и брат Катары ссорит разбойников с магами огня, заявляя, что Аанг — Аватар, и Хозяин Огня заплатит им больше, чем Зуко. Принц начинает сражаться с пиратами из-за нарушения сделки. Момо отвязывает Катару от дерева, и она с Аангом сталкивает причаливший корабль в воду, чтобы уплыть на нём. Пираты берут судно магов огня и преследуют их. Штурмуя Аватара, разбойники терпят поражение. Аанг дует в свисток. Остальные пираты таранят их корабль, и он падает с водопада, однако команду спасает прилетевший Аппа. Зуко злится из-за потери своего судна, а дядя Айро обнаруживает в рукаве свою кость лотоса. Разгневанный племянник выбрасывает её. Летя на Аппе, Катара извиняется за своё поведение перед Аангом и считает, что этот дурацкий свиток ей не нужен, однако когда Сокка достаёт свиток водной магии и та сразу же пытается его взять, он сперва спрашивает Катару о том, что она сегодня усвоила. Катара отвечает, что воровство — это плохо, но забирая у брата свиток, добавляет: «Если только не у пиратов».

## Отзывы

Динамика оценок IGN к эпизодам 1 сезона мультсериала

Тори Айрленд Мелл из IGN поставил эпизоду оценку 8,5 из 10 и посчитал, что тот факт, «что Аанг так легко выучил магию воды — это сценарная ошибка и быстрый способ дать ему больше способностей». Рецензент отметил, что «до этого эпизода Катара была довольно прилежной и рассудительной, поэтому было приятно видеть, как она немного нарушает закон». Критик пишет: «Несмотря на то, что украсть уже сворованный свиток не так уж и страшно, важно само действие. Она показала нам, что в отчаянии даже самые хорошие люди могут изменить свой образ жизни с хорошего на плохой. Это также было хорошей сменой ролей, когда Сокка стал голосом разума для разнообразия. Я никогда не ожидал, что его персонаж вырастет так быстро, хоть в этом эпизоде он все равно веселит». В конце Мелл подметил, что «в целом, это был хороший эпизод, и смотреть было очень весело».
Хайден Чайлдс из The A.V. Club согласился с тем, что «воровать — нехорошо, но кража у пиратов-воров вряд ли связана с этикой, особенно когда вы выполняете миссию по спасению мира». Критик посчитал, что посыл, лежащий в «Свитке водной магии», «даёт пищу для размышления взрослым». Он также отметил фразу дяди Айро, «когда тот вновь подтвердил Катаре, что вся эта стычка на самом деле полностью её вина». Рецензент пишет, что «это то, что должны делать взрослые: объяснять растущим детям, как работают последствия».
Даниэль Монтесиноса-Донахью из Den of Geek подметил, что «неспособность Катары практиковаться так же хорошо, как Аанг, заставляла выглядеть её несколько неразумно, учитывая прошлое Аанга, связанное с магией воздуха, но зависть была относительной». Критик написал, что ему было «интересно видеть Зуко на пять ходов впереди» в этом эпизоде.